# Свети Ловреч
Свети Ловреч (итал. San Lorenzo del Pasenatico) је општина у Истарској жупанији, у Хрватској. Седиште општине је насеље Свети Ловреч Пазенатички.

## Географија
Свети Ловреч се налази у западном делу Истре. Општина захвата површину од 54 km².

## Становништво
На попису становништва 2011. године, општина Свети Ловреч је имала 1.015 становника, од чега у седишту општине - насељу Свети Ловреч Пазенатички 312.